# Chiromantis samkosensis
Chiromantis samkosensis é uma espécie de anfíbio anuro da família Rhacophoridae. Está presente no Cambodja. Não foi ainda avaliada pela UICN.